# 钟松
钟松（1900年8月25日—1995年11月8日），原名钟雍田，别号常青、长青，浙江松阳樟溪乡钟家村（今福村）人。国民革命军陆军中将。

## 生平
1965年1月退为备役，出任行政院侨务委员会委员。
1970年旅居荷兰、美国。1995年因骨髓癌在荷兰林堡省韦尔特市去世。葬于阿姆斯特丹西郊（WESTGAARD）墓园。